# 記虎敏和
記虎 敏和（きとら よしかず、1952年4月28日 - ）は、日本のラグビー指導者。現在三重パールズのエグゼクティブアドバイザー及び神戸ファストジャイロのスーパーアドバイザーを務めている。大阪府枚方市出身。

## 略歴
啓光学園高校卒業後、天理大学に入る。
天理大学卒業後、1980年、啓光学園中・高教諭で啓光学園高校ラグビー部監督に就任し、監督・総監督を務めた2004年度まで花園で優勝7回、準優勝3回という成績を残した。
2004年から2012年まで龍谷大学監督を務めた。
2016年、三重パールズ初代監督に就任。
2019年、三重パールズの監督を退任。
2022年、神戸ファストジャイロのスーパーアドバイザーに就任。

## 著書
- 『常勝の理由「紅蓮たれ」』ベースボール・マガジン社、2006年。ISBN 4-583-03902-6。